# Criterium International de Sétif
Das Criterium International de Sétif ist ein algerisches Straßenradrennen. Dieses Eintagesrennen wird in der Regel einen Tag nach der Tour International de Sétif ausgetragen und führt wie dieses um die Stadt Sétif.
Das Rennen wurde 2014 erstmals ausgetragen. Es gehört der UCI Africa Tour an und ist in der UCI-Kategorie 1.2 eingestuft.

## Sieger
- 2014  Mouhssine Lahsaïn
- 2015  Mekseb Debesay
- 2016  Adil Barbari